# علي عبد العال (ممثل)
علي عبد العال ممثل مصرى اشتهر بتقديم أدوار متنوعة في الأفلام المصرية منذ منتصف الثلاثينات وحتى آواخر الخمسينات، وقد اشتهر بخفة الدم الواضحة، حيث نجح في لعب العديد من الأنماط، مثل: الخواجة، والمنتج أو صاحب التياترو، وصديق البطل.

## حياته
ولد في 16 يونيو 1910، بدأ عمله الفني مع فرقة علي الكسار المسرحية ثم انتقل إلى السينما التي يبلغ رصيده فيها 53 عمل، بدأهم بفيلم (خفير الدرك) عام 1936 واختتم مسيرته بفيلم (شاطئ الحب) عام 1961، وكانت الانطلاقة الكبرى له في فيلم (نور) في عام 1944 حيث كان اسمه مساويًا من حيث حجم البنط في تترات الفيلم بجوار اسـم الفنان إسماعيل ياسين، وذلك بعد أسماء علي الكسار وإبراهيم حمودة وليلى فوزي، بينما جاء بعد اسمه ببنط أقل في الحجـم كلا من الفنانة زوزو نبيل والفنان محمود المليجي، واعتمد في كوميديته على تركيبه الجسماني البدين و«إفيهاته» الساخرة.  توفى الفنان على عبد العال في 18 نوفمبر 1975 عن عمر يناهز 65 سنه اثر ازمة قلبية مفاجئة

## حياته الفنية
بدأ عمله الفني مع فرقة علي الكسار المسرحية، لذلك ظهر سينمائيًا لأول مرة معه عام 1936 بفيلم “خفير الدرك” وكان ظهورًا يفتقد للمساته الكوميدية التي أضافها بعد ذلك.
ومن هذا الفيلم أصبح للفنان الكوميدي تواجدًا رئيسيًا في أفلام الكسار “الساعة 7” “عثمان وعلي”، “سلفني 3 جنيه”، “ألف ليلة وليلة”، حتى كُتب اسمه على أفيش فيلم “نور الدين البحارة الثلاثة” عام 1944 بعد بطل الفيلم علي الكسار مباشرةً، ولكنه اعتمد في كوميديته على تركيبه الجسماني البدين وما يستتبعه من إفيهات ساخرة.
```
نجاح الفنان البدين لم يكن فقط مع الكسار بل تخطاه إلى نجيب الريحاني في “سي عمر” و”أحمر شفايف”، كذلك مع فريد الأطرش في “بلبل أفندي”، “لحن الخلود”، “رسالة غرام” و”أنت حبيبي”، ومع إسماعيل ياسين في “إسماعيل ياسين في البوليس”، “البوليس السري”، “متحف الشمع“، “المفتش العام“.
```

كان الفنان الراحل علي عبد العال أيقونة الحظ لـ علي الكسار على الرغم من حب عبد العال الشديد للفن، إلا أنه لم يفارق يومًا محله الخاص لبيع السمك في عمارة استراند بباب اللوق، فقد كان يؤمن بأن الفن لا يمكنه أن يقيم حياة الإنسان للأبد.
- من مواقفه انه تبرع بكل ما يملك إلى الرئيس جمال عبد الناصر في عام 1960 مشاركة منه في بناء السد العالى. وعندما قابله عبد الناصر واعطاه كل ما يملك احتضنه عبد الناصر وبكى وقال له اضحكت العالم بكوميدياتك وابكيت عبد الناصر بوطنيتك

## أفلامه
- له أكثر من 60 فيلمًا ومن أشهرهم:

1. خفير الدرك (1936)
2. الساعة 7 (1937)
3. سي عمر (1941)
4. شاطئ الغرام (1950)
5. لحن الخلود (1952)
6. لحن الوفاء (1955)
7. صحيفة السوابق (1956)
8. شاطئ الحب (1961)
9. فيلم احمر شفايف [١٩٤٦]

## وصلات خارجية
- علي عبد العال - قاعدة السينما العربية
- علي عبد العال - أرشيف مصر